# Puriši
Puriši je naseljeno mjesto u općini Foči, Republika Srpska, BiH. Nalaze se desnoj od rijeke Ćehotine kod mosta, blizu Godijenog i Vukušića, kod granice s Crnom Gorom.

## Stanovništvo
| Narod     | Popis 1961. | Popis 1971. | Popis 1981. | Popis 1991. |
| --------- | ----------- | ----------- | ----------- | ----------- |
| Hrvati    |             |             |             |             |
| Muslimani | 89          | 95          | 75          | 66          |
| Srbi      |             |             |             |             |
| ostali    | 2           |             | 1           |             |
| Ukupno    | 91          | 95          | 76          | 66          |